# John Blakley
John Blakley, zapisywany także jako John Blakely – amerykański strzelec, medalista mistrzostw świata.
Był sierżantem zbrojmistrzem w Marines. W turniejach strzeleckich tej formacji niejednokrotnie plasował się w czołówce. W Lauchheimer Trophy wygrał w 1932 i 1935 roku (jako sierżant zbrojmistrz), zaś w latach 1924 i 1925 plasował się na trzecim miejscu (jako sierżant). W 1937 roku zwyciężył w Navy Trophy. Jako członek zespołu z Parris Island (Karolina Południowa) zwyciężył w 1925 roku w Elliott Trophy. W 1925 roku wygrał National Trophy Rifle Team Match jako członek drużyny Marines, zaś dwa lata później był drugi.
Blakley jest dwukrotnym medalistą mistrzostw świata, zdobywając oba podia w zawodach drużynowych. Najwyższą pozycję osiągnął na turnieju w 1929 roku, gdy został wicemistrzem w karabinie dowolnym w trzech postawach z 300 m (skład zespołu: John Blakley, Harry Renshaw, Joe Sharp, Russell Seitzinger, Paul Woods). Podczas tych zawodów był indywidualnie na 8. miejscu w karabinie dowolnym stojąc z 300 m.

## Medale mistrzostw świata
Opracowano na podstawie materiałów źródłowych:
| Mistrzostwa    | Konkurencja                                     | Wynik                                          | Miejsce |
| -------------- | ----------------------------------------------- | ---------------------------------------------- | ------- |
| Sztokholm 1929 | Karabin dowolny, trzy postawy, 300 m, drużynowo | 5397 pkt. (druż.) 1066 pkt. ind. (374–355–337) |         |
| Sztokholm 1929 | Karabin małokalibrowy leżąc, 50 m, drużynowo    | 1857 pkt. (druż.)                              |         |